# David Abudarham
David ben Yossef Abudarham, după unii Abudirham sau Abudrehem (în ebraică: דוד אבודרהם, n. secolul al XIV-lea – d. secolul al XIV-lea) a fost un rabin și cărturar evreu din Spania, care a trăit și activat la Sevilla și este cunoscut mai ales prin comentariul său la liturgia sinagogală.
După cum stă scris în cartea „Shem Gdolim” a lui Haim Yossef David Azulai, Abudraham ar fi fost un elev sau poate un amic al lui Yaakov Ben Asher, autorul cărții Arbaa Turim, dar cărți ale acestuia nu sunt menționate în scrierile sale, spre deosebire de responsa ale tatălui acestuia Asher Ben Yehiel, care sunt citate îndelung.
Pe deasupra, Abudraham nu acorda lui Yaacov Ben Asher niciun epitet particular și nu ezita să-l contrazică.
S-ar putea să fi fost coleg de școală cu acesta, știindu-se că a frecventat casa lui Asher Ben Yehiel și că s-a referit la aceleași izvoare.
Se presupune a fi fost unul din strămoșii lui Solomon Abudraham (d.1804), șef rabin al Gibraltarului.

## Cartea Abudarham (Sefer Abudarham)
Principala sa carte, cunoscută pe scurt ca Sefer Abudraham, avea titlul Hibur perush habrakhot vehatefilot - Lucrare de comentariu a binecuvântărilor și rugăciunilor și acoperea ansamblul rugăciunilor, binecuvântărilor și pasajelor liturgice pe care credinciosul trebuie să le recite zi de zi în diferite situații.
Autorul explica în prefața cărții că a redactat-o pentru a corecta ignoranța contemporanilor săi în materie de liturgie ebreiască. Prezentându-se cu insistență ca pe un compilator lipsit de orice originalitate, Abudarham subliniază ca s-a folosit de Talmudul palestinian, Talmudul babilonean, cu literatura gaonică și de scrieri medievale care îi erau accesibile.
Ca preambul la comentariu servesc trei capitole consacrate citirii rugăciunii Shma! la serviciile divine de dimineață și de seară, fundamentelor rugăciunii cotidiene Amida și a binecuvântărilor recitate înainte de îndeplinirea poruncilor. Cartea începe apoi cu citirea rugăciunii Shma la poalele patului și continuă cu ordinea ritualului sefard din zilele profane, apoi cel de sâmbată, și de sărbătorile iudaice.  El abordează apoi ordinea pasajelor din Biblie , datele în care sărbătorile pot cădea sau nu, anotimpurile (tkufot) anului evreiesc, legile cu privire la binecuvântările numite de bucurie, împrejurări particulare cum ar fi logodna și căsătoria, doliul, instalarea mezuzei la inaugurarea unei case noi etc, și se încheie printr-o expunere asupra calendarului evreiesc. 
La fiecare din subiectele discutate, autorul aspira spre exhaustivitate, atât în conceptele care stau la baza fiecarei formule sau gesturi liturgice,cât și în detaliile formulării lor. Abudarham comentează pasajele din Mishna, din Talmud și din Midrash care se citesc în serviciul divin de dimineață - „shaharit” - sau înaintea sâmbetei, și se folosește de cartea „Malmad hatalmidim” a lui Yaakov Anatoli pentru a explica o binecuvântare  preliminară la versetele de laudă (Psukei Zimra) sau de un fascicul medical (probabil extras din comentarului lui Shavtai Donnolo la „Sefer Yetsira”) pentru a ilustra binecuvântarea „asher yatsa” care se rostește după satisfacerea nevoilor igienice. În elucidarea riturilor (minhag) și cutumelor particulare fiecarei comunități Abudraham s-a slujit mai ales de cartea „Sefer Hahmanhig” a lui Avraham de Lunel și „Sefer Haminhagot” al lui Asher de Lunel, dar pe alocuri, se distanțează de ea, mai ales la discutarea unor obiceiuri pe care le considera de origine superstițioasă ca de pildă, verificarea umbrei cu ocazia sărbătorii de Hoshanna Rabba.  El citează adesea numele unor decizionari (poskim) așkenazi  ca Itzhak Halevi și Meir din Rothenburg.  
Cartea Abudraham este considerată primul comentariu însemnat despre liturgia iudaică. El a fost reeditat de foarte multe ori. Una din ediții, Tashlum Abudraham, cuprinde un comentariu al autorului la numeroase fragmente liturgice pentru ziua de Iom Kipur, din care sunt reprezentate doar două în ediția originală.